# Сайдін (Уеска)
Сайдін (ісп. Zaidín, кат. Saidí) — муніципалітет в Іспанії, у складі автономної спільноти Арагон, у провінції Уеска. Населення — 1729 осіб (2009).
Муніципалітет розташований на відстані близько 360 км на північний схід від Мадрида, 80 км на південний схід від Уески.

## Демографія
Динаміка населення (INE ):